# 1677

## أحداث
- 1 يناير - مسرحية فايدرا (راسين) لجان راسين تعرض لأول مرة

## مواليد
- أحمد الذهبي بن إسماعيل سلطان مغربي
- جاك كاسيني عالم فلك فرنسي
- جان باتيست مورين ملحن فرنسي
- لي تسينون مُعمّر صيني
- ويلهلم بينيت سياسي سويدي

## وفيات
- جان ميريك ميرسي
- سعيد بن عبد الله المنداسي
- 21 أبريل - باروخ سبينوزا الفيلسوف الهولندي. (ولد 1632 م).